# MTN Group
MTN Group Limited (anteriormente M-Cell) es una corporación multimancional sudafricana y operador de telecomunicaciones de móviles. Su sede  principal se halla en Johannesburgo. MTN es una de las operadoras de telefonía móvil más grandes del mundo, y la mayor en África.

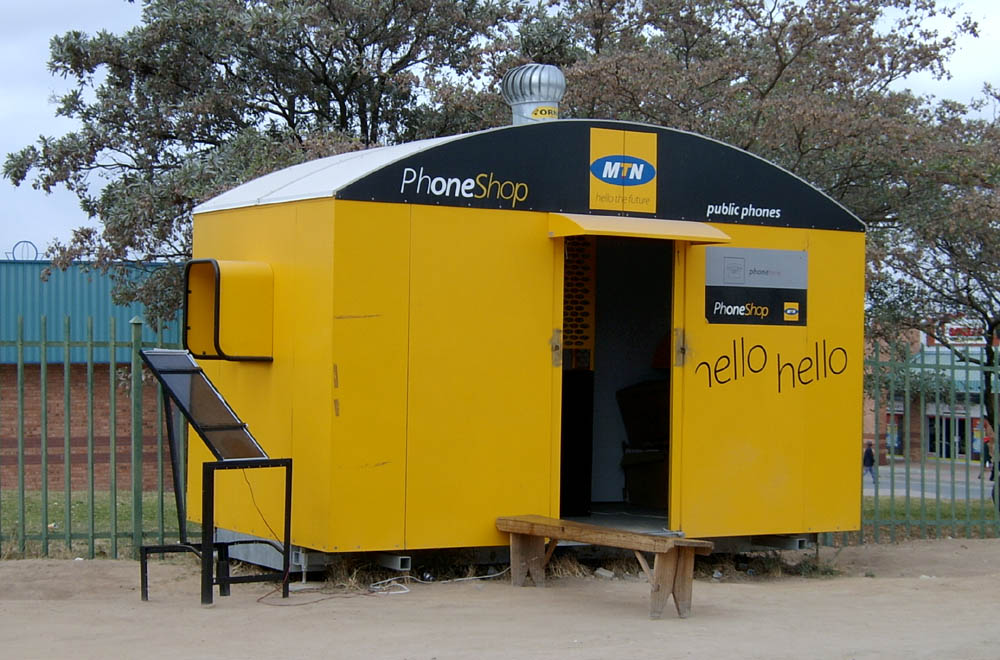
Tienda de MTN móvil en Sudáfrica

MTN está activo en más de 20 países incluyendo países asiáticos como Siria, con un tercio de los ingresos de la compañía generados en Nigeria, donde mantiene cerca del 35% del mercado en 2016. Tiene 289,1 millones de subscriptores en diciembre de 2022.
MTN Group es el principal patrocinador del equipo nacional de rugby de Sudáfrica y patrocinador del equipo inglés de fútbol Manchester United y de la Superliga zambiana. La filial nigeriana del grupo también es un patrocinador de la Federación Nigeriana de Fútbol.